# Gryllomorpha
Gryllomorpha är ett släkte av insekter. Gryllomorpha ingår i familjen syrsor.

## Bildgalleri

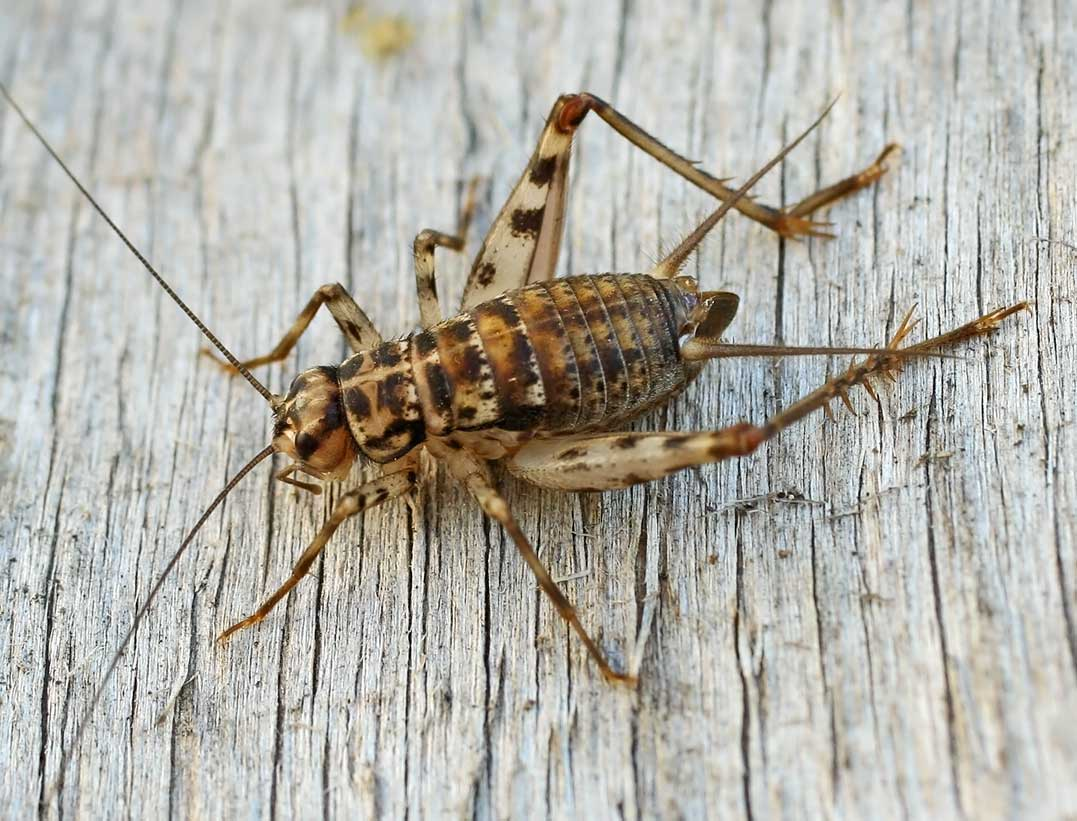

## Dottertaxa tillGryllomorpha, i alfabetisk ordning[1]
- Gryllomorpha albanica
- Gryllomorpha algerica
- Gryllomorpha antalya
- Gryllomorpha atlas
- Gryllomorpha brevicauda
- Gryllomorpha bruehli
- Gryllomorpha canariensis
- Gryllomorpha cretensis
- Gryllomorpha dalmatina
- Gryllomorpha fusca
- Gryllomorpha gestroana
- Gryllomorpha gracilipes
- Gryllomorpha longicauda
- Gryllomorpha macrocephala
- Gryllomorpha maghzeni
- Gryllomorpha minima
- Gryllomorpha mira
- Gryllomorpha miramae
- Gryllomorpha monodi
- Gryllomorpha occidentalis
- Gryllomorpha robusta
- Gryllomorpha rufescens
- Gryllomorpha rungsi
- Gryllomorpha segregata
- Gryllomorpha sovetica
- Gryllomorpha sternlichti
- Gryllomorpha sublaevis
- Gryllomorpha syriaca
- Gryllomorpha uclensis
- Gryllomorpha willemsei
- Gryllomorpha zonata